# Максін Ксенофонт Павлович
Ма́ксін Ксенофо́нт Па́влович (* 1911 — † 14 вересня 1943) — Герой Радянського Союзу, в часи німецько-радянської війни — гвардії капітан, Герой Радянського Союзу (16.10.1943), командир стрілецького батальйону 205-го гвардійського стрілецького полку 70-ї гвардійської стрілецької дивізії 13-ї армії Центрального фронту.

## Біографія
Народився Ксенофонт Павлович в 1911 році в селі Троїцьке Башмаковського району Пензенської області в родині селянина. Росіянин.
Закінчив 4 класи початкової школи. Працював у рідному селі.
У 1932 році призваний до лав РСЧА. В 1936 році закінчив курси молодших лейтенантів. В 1941–1942 роках навчався на Вищих стрілецько-тактичних курсах вдосконалення командного складу піхоти «Выстрел».
У німецько-радянській війні — з липня 1942 року в складі Донського і Центрального фронтів. Брав участь в Сталінградській битві. Відзначився в боях на Курській дузі: стрілецький батальйон під командуванням під командуванням гвардії капітана Максіна в ході боїв 5—10 липня 1943 року знищила вісімнадцять танків.

## В боях за визволення України
Брав участь у визволенні міст Глухів Сумської області і Бахмач Чернігівської області.
6 вересня 1943 батальйон гвардії капітана Максіна вступив на Чернігівську землю в районі залізничного вузла Бахмач. Батальйону було поставлена завдання увірватися на північно-східну околицю міста. Максін ретельно вивчив обстановку й ухвалив рішення прориватися через болото, яке вважалося непрохідним: противник не очікував удару з цього напрямку, крім того довколишній ліс добре маскував пересування підрозділів. Розвідники знайшли проходи, встановили віхи. За вказаним шляхом батальйон безперешкодно наблизився до міста і несподівано увірвався на його околицю. Приголомшений раптовою появою радянських солдатів, противник залишив оборонний рубіж і, втрачаючи вбитих і поранених, покинув Бахмач.
14 вересня 1943 року батальйону було поставлене нове бойове завдання — зробити двадцятикілометровий марш на захід у напрямку сіл Євлашівка (нині село Красносільське) і Комарівка, розгромити укріплені опорні пункти противника і вийти на перехрестя доріг Ніжин — Чернігів — Київ. Зробивши марш-кидок, батальйон впритул наблизився до сіл, розташованих за вісім кілометрів одне від одного. Несподівано противник відкрив шквальний артилерійсько-мінометний вогонь. У цьому бою загинув відважний воїн, гвардії капітан Ксенофонт Максін.
Похований Ксенофонт Павлович Максін в братській могилі в селі Комарівка Борзнянського району Чернігівської області.
Указом Президії Верховної Ради СРСР від 16 жовтня 1943 року «за зразкове виконання бойових завдань командування на фронті боротьби з німецько-фашистськими загарбниками проявлені при цьому мужність і героїзм» гвардії капітану Ксенофонтові Павловичу Максіну присвоєне звання Героя Радянського Союзу (посмертно).